# Amebix

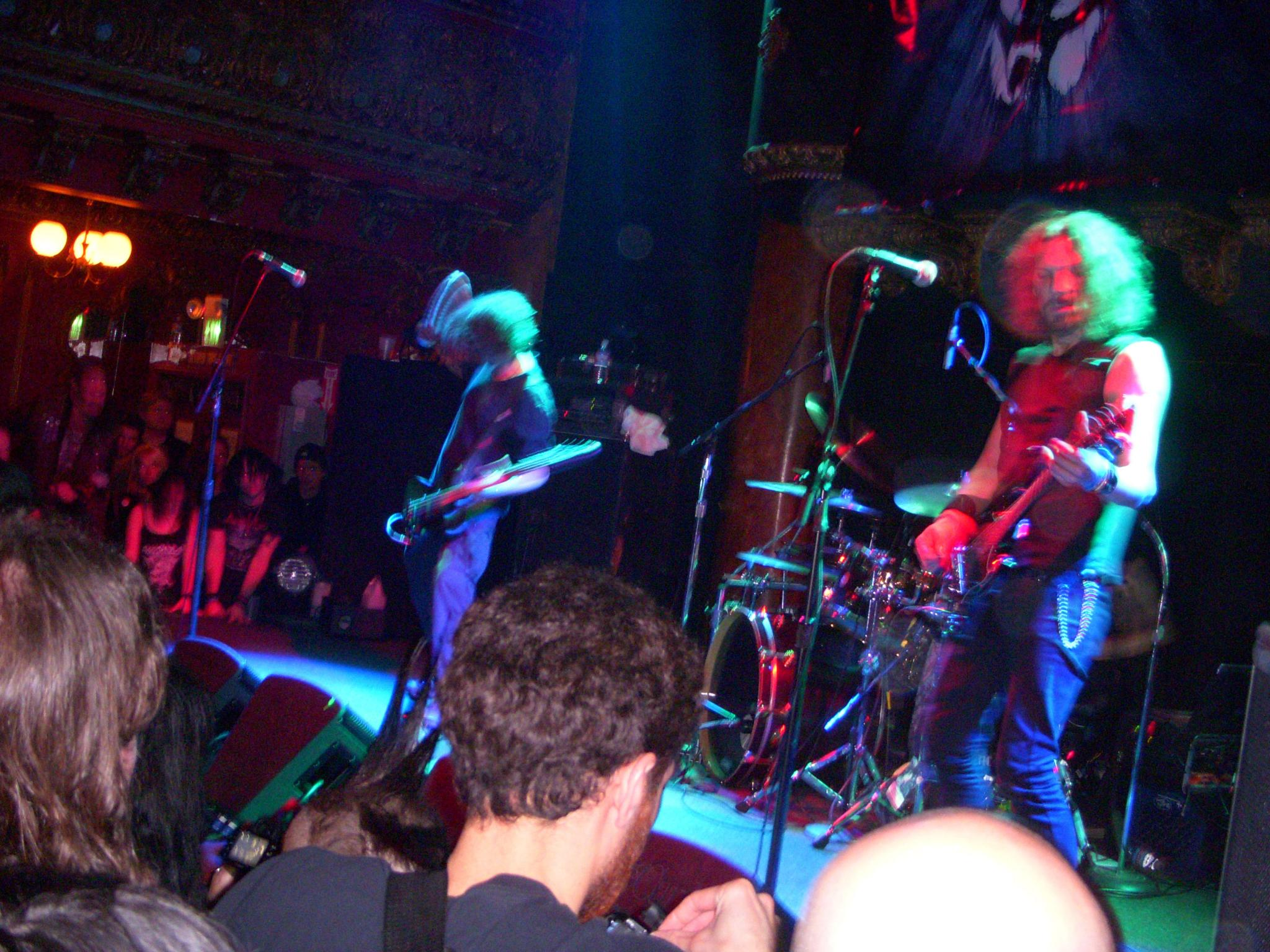
Amebix in 2009

Amebix is een Engelse band die door velen wordt beschouwd als de oprichter van het crustpunkgenre.
De band, die in 1978 werd opgericht, bestond uit krakers en zwervers. Hun muziek, sterk geïnspireerd door Motörhead, Killing Joke en, in mindere mate, Hawkwind, wordt gecombineerd met een ethos en wereldvisie gelijk aan de visie van Crass. De band ging uiteen na de uitgave van de lp Monolith met vermeend satanische inhoud.
Sommige leden gingen verder met de band Zygote.

## Discografie
- 1979 - Demo
- 1982 - Who's The Enemy (ep, Spiderleg Records)
- 1983 - Winter - (single, Spiderleg Records)
- 1983 - No Sanctuary (ep, Spiderleg Records)
- 1985 - No Gods (live)
- 1985 - Arise! (Alternative Tentacles)
- 1986 - No Masters (live)
- 1987 - Monolith (Heavy Metal Records)
- 1994 - The Power Remains
- 2003 - Make Some Fucking Noise! (live)
- 2008 - No Sanctuary: The Spiderleg Recordings (compilatie)